# Nafferton
Nafferton är en by och civil parish i kommunen East Riding of Yorkshire i England. Orten hade 2 483 invånare år 2020. Parish har 2 184 invånare (2001). Byn nämndes i Domedagsboken (Domesday Book) år 1086, och kallades då Nadfartone.